# Arunogria pubescens
Arunogria pubescens is een keversoort uit de familie zwartlijven (Tenebrionidae). De wetenschappelijke naam van de soort is voor het eerst geldig gepubliceerd in 1991 door O. Merkl.